# Tethya aurantium
La naranja de mar (Tethya  aurantium) es una especie de demosponja de la familia Tethyidae.

## Descripción
Es de forma esférica, frecuentemente recubierta de pequeñas gémulas pedunculadas y con la corteza y el esqueleto claramente radial. Su coloración es naranja o pardusca.

## Distribución y hábitat
Es propia del mar Mediterráneo y de los océanos Ártico y Atlántico oriental, desde el golfo de Guinea hasta las costas del norte de Europa, incluidas las islas británicas y Azores.
Se encuentra frecuentemente de 15 a 30 m de profundidad, en fondos arenosos fangosos, así como en fondos rocosos y arenosos más profundos.